# René Rast
René Rast, född 26 oktober 1986 i Minden, Tyskland, är en tysk professionell racerförare och fabriksförare för Audi Sport i bland annat DTM.
Han vann Nürburgring 24-timmars 2014 och har vunnit Deutsche Tourenwagen Masters tre gånger.

## Racingkarriär
Rast tävlade utan större framgångar i formel BMW ADAC under 2003 och 2004. Han satsade därefter på VW Polo Cup i Tyskland, där han 2005 blev mästare. 2006 tävlade Rast med framgång i den tyska SEAT León-cupen, där han slutade på en andra plats. 2007 slutade Rast tia i den tyska Porsche Carrera-cupen, innan han vann serien 2008. Han fick samma år även köra hela säsong i Porsche Supercup, där han slutade på en sjätte plats.

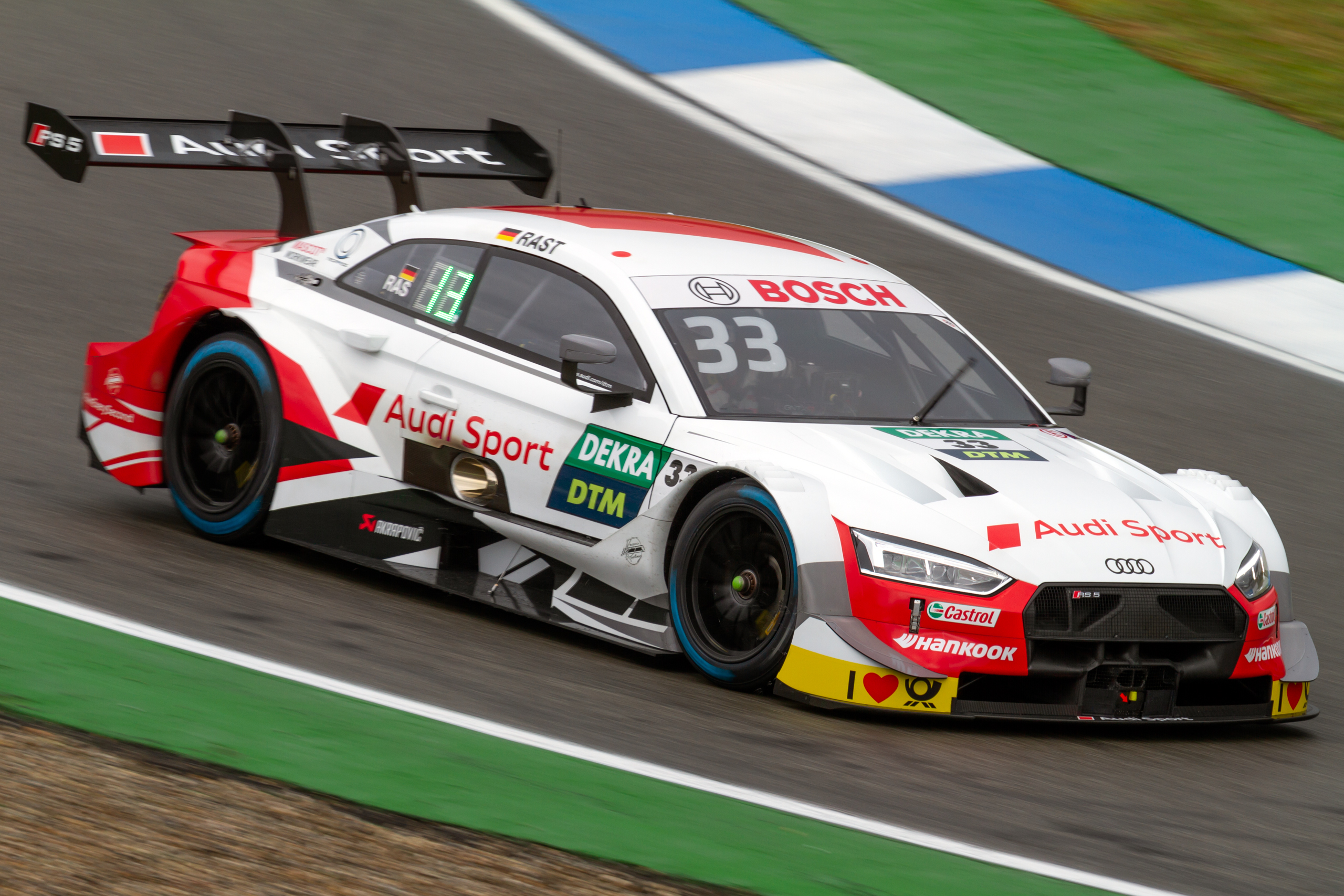
Rast i sin Audi RS5 vid DTM-loppet på Hockenheimring 2019.